# 大伴三依
大伴 三依（おおとも の みより）は、奈良時代の貴族・歌人。名は御依とも記される。大納言・大伴御行の子。官位は従四位下・出雲守。

## 経歴
天平元年（729年）頃に賀茂女王より贈られた和歌の内容から、神亀年間から天平年間初頭にかけて大宰帥・大伴旅人と共に筑紫に赴いていたと想定される。聖武朝末の天平20年（748年）従五位下に叙爵。
孝謙朝では主税頭・三河守などを務める。淳仁朝では仁部少輔・遠江守・義部大輔を歴任する一方で、天平宝字3年（759年）従五位上、天平神護元年（764年）正五位上と昇進している。
称徳朝に入ると天平神護2年（766年）出雲守に任ぜられて地方官に転ずる。宝亀元年（770年）光仁天皇の即位と共に従四位下に昇叙される。宝亀5年（774年）5月25日卒去。最終官位は散位従四位下。
『万葉集』に短歌4首が採録されている。また、同集内に作品1首が収められている大伴三林を三依と同一人物とする説もある。

## 官歴
『続日本紀』による。
- 時期不詳：正六位上
- 天平20年（748年） 2月19日：従五位下
- 天平勝宝6年（754年） 7月13日：主税頭
- 天平勝宝9歳（757年） 6月16日：三河守
- 天平宝字3年（759年） 5月17日：仁部少輔。6月16日：従五位上。11月5日：遠江守
- 天平宝字6年（762年） 4月1日：義部大輔
- 天平神護元年（764年） 正月7日：正五位上
- 天平神護2年（766年） 10月8日：出雲守
- 宝亀元年（770年） 10月1日：従四位下
- 宝亀5年（774年） 5月25日：卒去（散位従四位下）